# David Navas
David Navas Chica (* 10. Juni 1974 in Ávila) ist ein ehemaliger spanischer Radrennfahrer.
1996 gewann David Navas die Vuelta a la Comunidad de Madrid. Zwei Jahre später wurde er vom spanischen Radsport-Team Banesto unter Vertrag genommen. 1999 absolvierte er seinen einzigen Start bei der Tour de France, die er auf dem 98. Platz beendete. Im Jahr darauf gewann er den Prolog der Minho-Rundfahrt. Anschließend wechselte er zu Colchon Relax-Fuenlabrada, kehrte aber nach einem Jahr zurück zu seinem alten Team, das mittlerweile unter dem Namen Illes Balears fuhr. 2004 gehörte er zu der Mannschaft, die das Mannschaftszeitfahren bei der Vuelta a Castilla y León für sich entschied. Von 2006 bis 2007 fuhr er für das französische ProTeam Ag2r Prévoyance, dann trat er vom Radsport zurück.

## Teams
- 1998–2000 Banesto
- 2001–2002 iBanesto.com
- 2003 Colchon Relax-Fuenlabrada
- 2004 Illes Balears-Banesto
- 2005 Illes Balears-Caisse d’Epargne
- 2006–2007 Ag2r Prévoyance